# Norfolk (Nebraska)
Norfolk es una ciudad ubicada en el condado de Madison en el estado estadounidense de Nebraska. En el Censo de 2010 tenía una población de 24210 habitantes y una densidad poblacional de 866,8 personas por km². Se encuentra a orillas del río Elkhorn, un afluente del curso bajo del Platte, a su vez, afluente del Misisipi. 

## Geografía

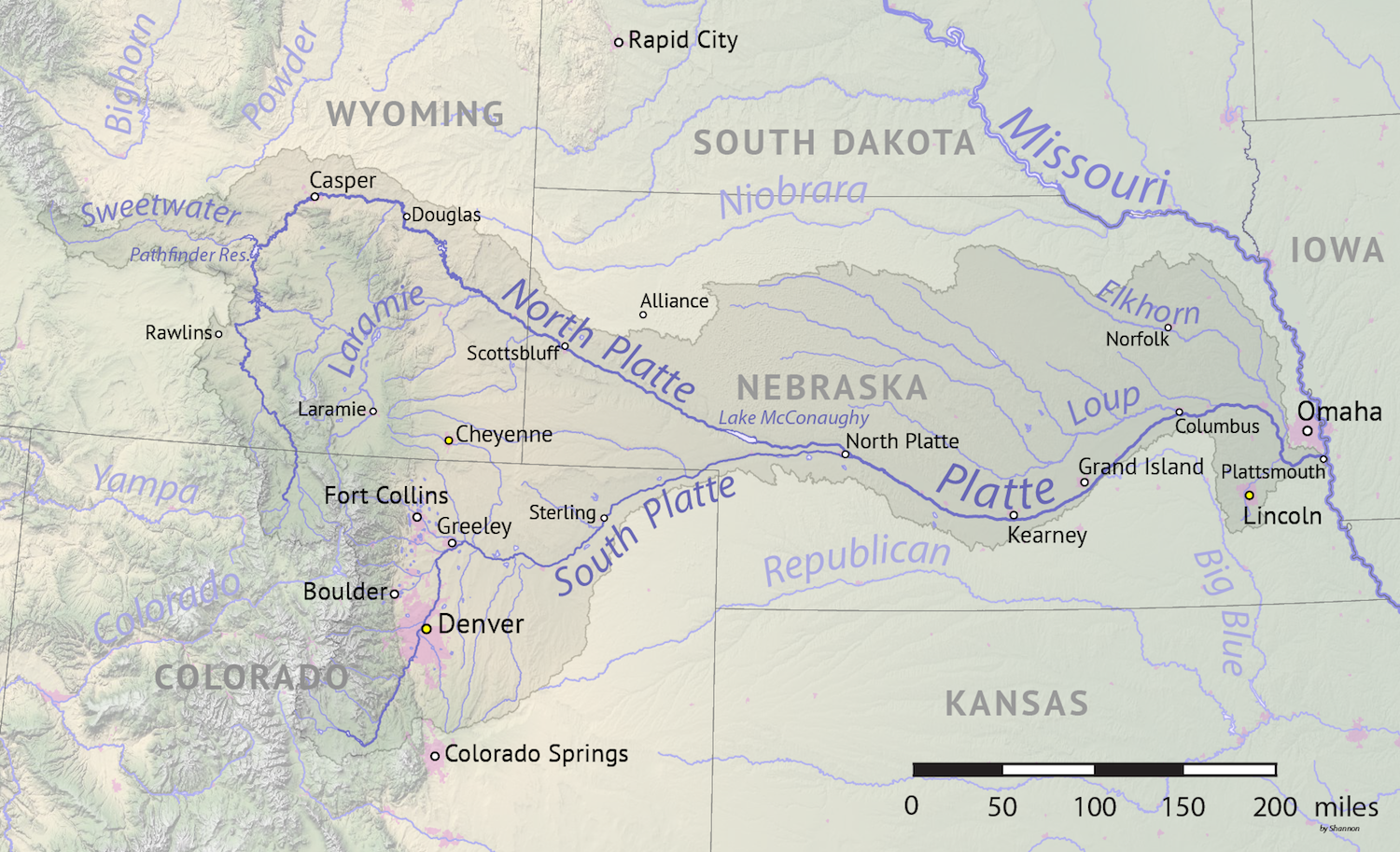
Norfolk en un mapa del río Platte

Norfolk se encuentra ubicada en las coordenadas 42°2′4″N 97°25′16″O / 42.03444, -97.42111. Según la Oficina del Censo de los Estados Unidos, Norfolk tiene una superficie total de 27.93 km², de la cual 27.69 km² corresponden a tierra firme y (0.87%) 0.24 km² es agua.

## Demografía
Según el censo de 2010, había 24210 personas residiendo en Norfolk. La densidad de población era de 866,8 hab./km². De los 24210 habitantes, Norfolk estaba compuesto por el 88.03% blancos, el 1.64% eran afroamericanos, el 1.4% eran amerindios, el 0.56% eran asiáticos, el 0.05% eran isleños del Pacífico, el 6.3% eran de otras razas y el 2.01% pertenecían a dos o más razas. Del total de la población el 12.14% eran hispanos o latinos de cualquier raza.